# إيدن تشارلز
إيدن تشارلز (بالإنجليزية: Eden Charles)‏ (29 أكتوبر 1993 في سانت لوسيا - ) هو لاعب كرة قدم سانت لوسيا في مركز الهجوم. شارك مع منتخب سانت لوسيا لكرة القدم. أما مع النوادي، فقد لعب مع دبليو كونكشن وNorthern United All Stars ‏.

## وصلات خارجية
- إيدن تشارلز على موقع الاتحاد الدولي (مؤرشف)  (الإنجليزية)
- إيدن تشارلز على موقع قاعدة بيانات كرة القدم.إي يو (الإنجليزية)
- إيدن تشارلز على موقع ناشيونال فوتبول تيمز (الإنجليزية)